# Arctia cinnamonea
Arctia cinnamonea là một loài bướm đêm thuộc phân họ Arctiinae, họ Erebidae.